# Station Høybråten
Station Høybråten   is een station in Høybråten, een buitenwijk van Oslo. Een eerste station werd geopend in 1921 en was een ontwerp van Gudmund Hoel. Het station werd in 1991 volledig gerenoveerd. Het is niet meer in gebruik als stationsgebouw maar wordt door de plaatselijke bewoners gebruikt voor allerlei activiteiten. Er stoppen nog wel treinen.
Høybråten ligt langs Hovedbanen en wordt bediend door lijn L1, de lokale lijn die pendelt tussen Spikkestad en Lillestrøm.